# Gloria Casarez
Gloria Casarez (13 décembre 1971- 19 octobre 2014) est une militante américaine des droits civiques et des droits LGBT à Philadelphie. Casarez est la première directrice des affaires lesbiennes, gays, bisexuelles et transgenres (LGBT) de Philadelphie. Au cours de son mandat en tant que directrice, Philadelphie s'est classée au premier rang des villes du pays pour l'égalité des LGBT. Casarez est directrice exécutive de la Gay and Lesbian Latino AIDS Education Initiative (GALAEI) de 1999 à 2008.

## Petite enfance et éducation
Casarez naît à Philadelphie et est élevée dans la religion catholique par une mère célibataire, Elisa Gonzales,. Elle grandit dans le quartier de Kensington au nord de Philadelphie et au Westmont au New Jersey. Elle est diplômée de l'école secondaire du canton de Haddon en 1989. Casarez fait son coming out lesbien à l'âge de 17 ans.
À l'Université West Chester (en), elle est active au sein de l'association étudiante et l'activisme politique, obtenant un baccalauréat ès arts en justice pénale et un baccalauréat ès sciences en science politique en 1993. Casarez est présidente de la Latino Student Union et représentante auprès de la Commission de la condition de la femme, un réseau d'étudiants des universités d'État examinant les problèmes des femmes sur le campus. Elle est boursière William G. Rohrer.

## Carrière et activisme
De 1991 à 1996, Casarez est membre fondatrice et organisatrice communautaire d'Empty the Shelters, une organisation nationale dirigée par des étudiants et des jeunes en matière de droits au logement et de justice économique. Empty the Shelters travaille alors avec les mouvements de Philadelphie existants: la Kensington Welfare Rights Union, et l'Union of the Homeless,. Elle développe et organise des projets de mobilisation des étudiants, notamment l'été de l'action sociale et la semaine de relâche pour un changement sur les campus du pays.
De 1995 à 1998, Casarez est coordinatrice de programme pour le centre LGBT de l'Université de Pennsylvanie, l'un des centres les plus anciens et les plus actifs du genre aux États-Unis. Elle développe un programme de mentorat et de programmation innovant pour les étudiants LGBT de couleur, trans et queers sur le campus.
À l'âge de 27 ans, Casarez devient la directrice exécutive de la Gay and Lesbian Latino AIDS Education Initiative (GALAEI) à Philadelphie,. Casarez dirige GALAEI de 1999 à 2008, triplant le financement de l'organisation et développant des programmes reconnus au niveau national au service des hommes de couleur et des communautés transgenres, y compris les premiers centres mobiles de dépistage du VIH de Philadelphie et le projet d'information Trans-santé — le premier programme de santé transgenre dans la ville de Philadelphie,.
Casarez est l'une des premières défenseuses de la réduction des risques et copréside le conseil d'administration de Prevention Point Philadelphia, un programme d'échange de seringues, de 1999 à 2003,. Elle est membre de longue date du conseil d'administration et dirigeante du Bread and Roses Community Fund une fondation publique qui soutient les organisations locales travaillant pour la justice raciale et économique. Elle est l'une des fondatrices de la marche DKYE de Philadelphie, de Drag King et du conseil d'administration de la maison (Manolo) Blahnik.
En 2008, elle est nommée à un poste dans le secteur public en tant que directrice des affaires LGBT pour la ville de Philadelphie dirigeant les efforts du bureau du maire des affaires LGBT et du conseil consultatif du maire sur les affaires LGBT,. Le directeur des affaires LGBT élabore des priorités pour la ville de Philadelphie sur des questions telles que la sécurité publique, l'éducation, le développement économique, la santé et les services municipaux et les droits civils,. En 2012, Philadelphie se classe au deuxième rang national pour l'égalité des LGBT dans la première édition de l'indice d'égalité municipale de la campagne des droits de l'homme. Philadelphie est la ville ayant le score le plus élevé du pays (parmi les dix plus grandes villes) et la ville ayant le score le plus élevé sans protection juridique à l'échelle de l'État pour les personnes LGBT. Pendant le mandat de Casarez, Philadelphie adopte les protections des droits LGBT les plus larges du pays, lorsque le maire Nutter signe le projet de loi n°130224.

## Honneurs et récompenses
Out Magazine nomme Casarez l'une des « 100 leaders les plus influents du nouveau millénaire » en 1999. Elle reçoit le prix Philadelphia Out Proud et est le grand maréchal de la Pride LGBT de Philadelphie en 2001.
Casarez est honorée par l'Association nationale pour l'avancement des personnes de couleur (NAACP) avec le Prix annuel du service communautaire en reconnaissance de son activisme pour la justice sociale et politique.
Le travail de Casarez en faveur des communautés de salles de bal LGBT est reconnu et elle reçoit le prix humanitaire au 20e anniversaire du bal de la Renaissance à la Maison du Prestige et le prix du service communautaire au bal de la maison Blahnik. Elle obtient le prix Kiyoshi Kuromiya pour la justice de Philadelphia FIGHT, et le prix Cheryl Ingram Advocate for Justice de la Philadelphia Bar Association. Casarez reçoit le Hero Award du Delaware Valley Legacy Fund. Parmi les lauréats du passé, figurent la pionnière des droits des homosexuels Barbara Gittings, la philanthrope Mel Heifetz et le gouverneur de Pennsylvanie Ed Rendell. Elle reçoit également le prix David Acosta Revolutionary Leader Award en 2013 par la Gay and Lesbian Latino AIDS Education Initiative,.

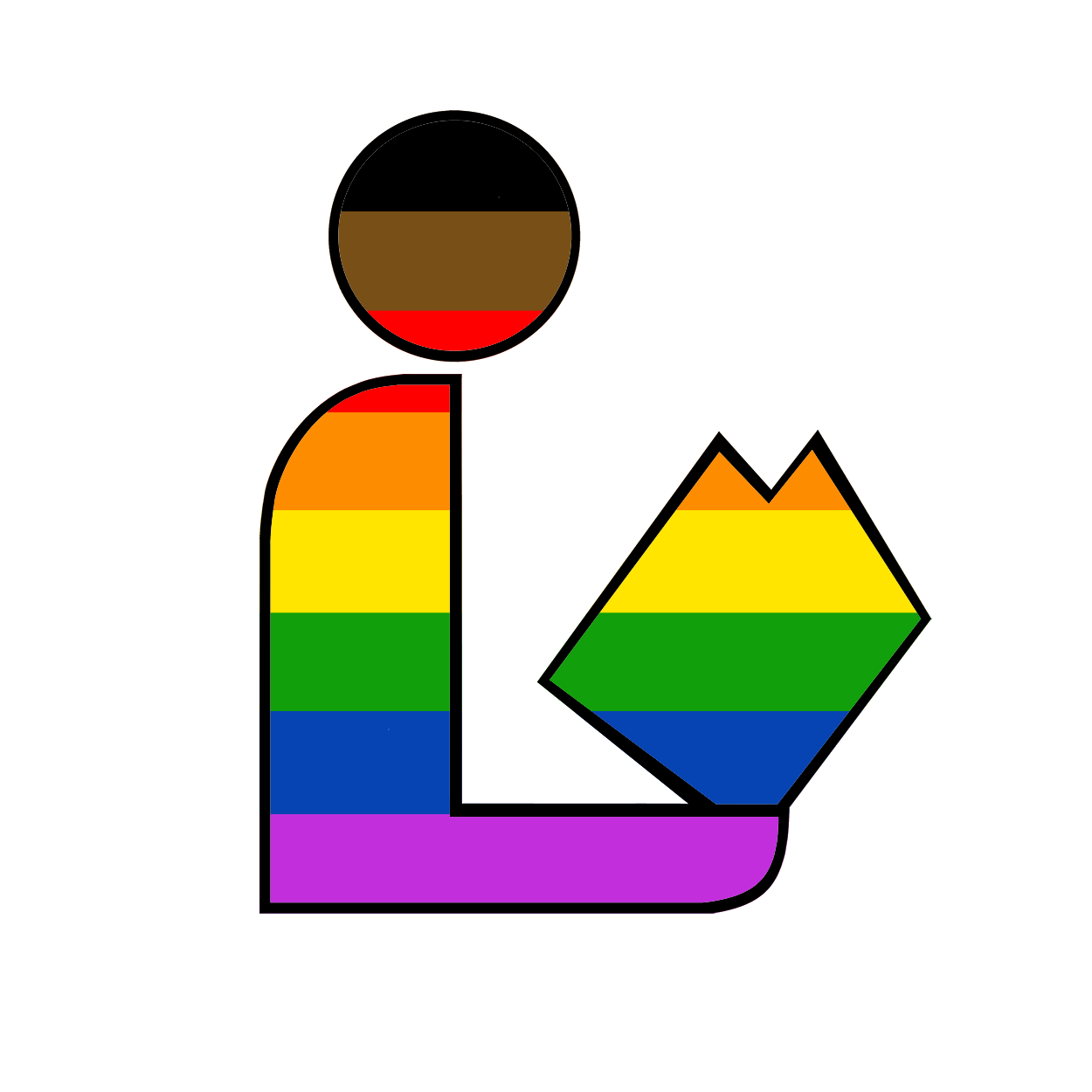
Logo de la bibliothèque de la Gay Pride de Philadelphie

Les médias locaux et nationaux reconnaissent les contributions de Casarez. Go Magazine la nomme dans les « 100 Women We Love » et « Women at the Helm ». Le Philadelphia Magazine l'inclus dans un « Who's Who of Philly's Gay Community ». Philly Gay Calendar distingue Casarez comme la « personne de l'année » et elle reçoit le Philadelphia Leadership Award de Women's eNews.
Casarez fait le premier discours à la cérémonie de la Citizens Bank Park à Philadelphie avant un match des Phillies contre les Astros le 23 août 2010.

## Les dernières années
Casarez est diagnostiquée avec un cancer du sein inflammatoire en 2009. Le Philadelphia Gay News publie des extraits du blog de Casarez, relatant ses premières expériences en tant que personne vivant et travaillant avec le cancer. La Fondation Susan G. Komen pour le cancer du sein lui décerne son prix de survivant 2012.
Casarez épouse sa partenaire de longue date, Tricia Dressel, le 12 août 2011 lors d'une cérémonie civile privée au Manhattan Marriage Bureau, trois semaines après que l'État de New York ait adopté la loi sur l'égalité de mariage. Le maire de la ville de Philadelphie, Michael Nutter, célèbre sa toute première cérémonie d'engagement homosexuel pour le couple lors de leur fête d'anniversaire de dix ans tenue le 3 septembre 2011 au Fleisher Art Memorial de Philadelphie.
En avril 2013, Casarez s'engage dans la communauté latino-américaine en organisant des efforts pour sauver La Milagrosa, la première église hispanophone de Philadelphie. Les arrière-grands-parents de Casarez avait aidé à l'établir au début des années 1900.
Après avoir vécu avec un cancer pendant cinq ans, Casarez est décédée le 19 octobre 2014.

## Distinctions post mortem
Le 14 mai 2019, la résidence Gloria Casarez de Project HOME est inaugurée en son honneur,. La résidence propose des logements abordables LGBTQ-friendly pour les jeunes adultes sans-abri, et un peu trop vieux pour des familles d'accueil. Il s'agit du premier logement supervisé permanent de ce type en Pennsylvanie 
Le 11 octobre 2015, la célébration de l'Outfest de Philadelphie dévoile la peinture murale Gloria Casarez de l'artiste Michelle Angela Ortiz sur le mur du gymnase de la 12erue,.

## Voir également
- Mouvements sociaux LGBT
- Michael Nutter